# Syndromodes prasinops
Syndromodes prasinops är en fjärilsart som beskrevs av Louis Beethoven Prout 1930. Syndromodes prasinops ingår i släktet Syndromodes och familjen mätare. Inga underarter finns listade i Catalogue of Life.